# Боржоми (город)
Боржо́ми (груз. ბორჯომი bɔrd͡ʒɔmi) — город-курорт в Самцхе-Джавахети, в центральной части Грузии, в Боржомском ущелье. Город знаменит своей минеральной водой Боржоми, занимающей первую позицию по экспорту в Грузии. Минеральная вода «Боржоми» популярна в странах бывшего СССР.

## История

### Ранняя история
В средние века территория современного Боржоми была частью провинции Тори. Здесь были возведены крепости, охранявшие стратегический перекресток путей, ведущих в западные, восточные и южные провинции Грузии. Руины трёх важных крепостей — Гогиа, Петра и Сали — сохранились на холмах над Боржоми до настоящего времени. С XVI по XIX века район Боржоми принадлежал дворянской семье Авалишвили, в значительной степени он обезлюдел в результате османского вторжения. Местные источники минеральной воды, однако, привлекали османских подданных, приезжавших сюда для отдыха и лечения.

### В составе Российской империи
После вхождения Грузии в состав Российской империи в начале XIX века район Боржоми начал оживать. Топоним Боржоми впервые упоминается в 1810-х годах. Поселение и его окрестности были переданы российским военным властям. Боржоми начал принимать солдат в 1820-х годах. Строительство зданий и бань началось во второй половине 1830-х годов; в лесу по берегам Куры были прорублены просеки, устроена паромная переправа. Окрестности Боржоми стали районом лесозаготовок — лес сплавляли вниз по Куре для продажи в Тифлисе. В начале 1840-х годов, когда российский наместник Кавказа Евгений Головин привёз сюда для лечения свою дочь, источники минеральной воды были переданы гражданским властям. При этом район Боржоми по-прежнему принадлежал князьям Авалишвили, которым с начала 1850-х годов казна выплачивала ежегодную ренту.
Наместник Михаил Воронцов, очарованный местными пейзажами и минеральными водами, сделал Боржоми своей летней резиденцией и обустроил её новыми парками. Теплый климат, источники минеральной воды и леса сделали Боржоми излюбленным летним курортом аристократии и дали ему популярное название «жемчужина Кавказа». В 1860-х годах были построены новые гостиницы.
В 1871 году Боржоми был пожалован члену царской семьи, великому князю Михаилу Николаевичу, в то время наместнику Кавказа. На левом берегу Куры для князя был построен дворец в мавританском стиле, в том же 1871 году посещённый братом великого князя императором Александром II (дворец сгорел в 1968 году). Большой вклад в развитие курорта внёс личный врач Михаила Николаевича Адольф Реммерт. Ещё в 1869 году он возглавил «Особое управление минеральными водами Тифлисской губернии». Был разбит парк, выстроено новое здание ванн, выложены камнем и накрыты навесами два источника минеральной воды — Екатеринский (по имени дочери Евгения Головина Екатерины) и Евгеньевский (названный в честь генерал-майора Евгения Эспехо, обустроившего источники при Головине). В 1890-е годы сын Михаила Николай построил в Ликани, в западной части курорта, окружённый парком дворец. В Боржоми был создан завод по выпуску минеральной воды, и бутилированная минеральная вода стала активно экспортироваться; в 1890 году было выпущено 5350 бутылок минеральной воды, в 1905 году — уже 2,3 млн бутылок. В 1894 году в город пришла железная дорога: было открыто движение по линии Хашури — Боржоми. Электричеством курорт снабжала построенная в Боржомском парке карликовая гидроэлектростанция, одна из первых в Российской империи. Строились гостиницы, дачи, парки, бюветы минеральной воды; начали действовать стекольный и пивоваренный заводы.
Боржоми значительно вырос за счет русских переселенцев, и в 1901 году количество этнических русских жителей (2031 человек) впервые превысило количество коренных грузин (1424 человека). После смерти великого князя Михаила Николаевича в 1909 году по правилам майората Боржоми отошёл его старшему сыну Николаю, во владении которого оставался вплоть до 1917 года.

### Боржоми в советское время
После советизации Грузии в 1921 году коммунистические власти конфисковали все аристократические особняки и превратили их в санатории, посещаемые элитой коммунистической партии. Были построены и новые санатории, например, крупный санаторий в Ликани. В 1956 году на курорте действовало семь санаториев и три дома отдыха. Несмотря на значительный ущерб, нанесенный наводнением 18 апреля 1968 года, Боржоми продолжал расти. В 1970-е годы был основан дом композиторов. Экспорт боржомской минеральной воды являлся важной статьёй доходов Грузии. К началу 1970-х годов годовой выпуск достигал 240 млн бутылок.

### Современная история
В 1990-е годы курорт пришёл в упадок. Большинство санаториев (включая «Ликани») прекратило работу, на территориях некоторых из них в 1992—1993 годах были размещены беженцы из Абхазии и Южной Осетии. В 2002 году число вынужденных переселенцев в Боржоми составляло 2,6 тыс. чел., число официально зарегистрированных безработных — 3 тыс. человек. В 2000-х годах рост государственных и частных инвестиций в туризм и муниципальную инфраструктуру помог Боржоми оправиться от десятилетия упадка.
Боржоми вместе с Бакуриани был назван в Грузии в качестве кандидатов на проведение зимней Олимпиады-2014 22 июня 2005 года, но их кандидатура была отклонена Международным олимпийским комитетом 22 июня 2006 года. В настоящее время туризм активно развивается.
Завод по выпуску минеральной воды IDS Borjomi Georgia остаётся крупнейшим работодателем в городе. В 2012 году на предприятии было занято около 400 человек.

## Экономика
Промышленность представлена предприятиями по разливу минеральной воды «Боржоми», а также строительными и деревообрабатывающими предприятиями.

## Транспорт
Железная дорога связывает Боржоми с Тбилиси. Город является также конечной станцией узкоколейной железной дороги Боржоми — Бакуриани.

## Курорт
Курорт Боржоми расположен в центре западной части восточной Грузии, на высоте 810—850 м над уровнем моря. Боржоми относится к группе низкогорных курортов и окружён горными массивами, покрытыми хвойными и широколиственными лесами. Климат субтропический, отличается умеренной температурой как в летний, так и в зимний периоды. Зима мягкая, малоснежная, средняя температура января −2 °C; средняя температура августа 20 °C. В год выпадает около 650 мм осадков.
Боржоми известен своей лечебной минеральной водой, которая применяется в качестве питьевой при болезнях желудочно-кишечного тракта, желчных путей, обмена веществ, почек и в виде ванн — при сердечно-сосудистых заболеваниях, заболеваниях нервной системы и дыхательных органов. Археологическими раскопками здесь обнаружены каменные ванны, что свидетельствует о том, что целебные свойства минеральной воды были известны и использовались в древние времена.
В 1912 г. курорт посетил известный климатолог А. И. Воейков. После проведенных наблюдений он отмечал, что территория Боржоми не может быть целиком отнесена к климатолечебным местам. Благоприятные условия для пациентов, среди которых были и легочные больные, были только в верхней части поселения, где располагались поляны. Самая крупная из полян, расположившаяся на прогреваемые солнцем плато, получила название Воронцовского парка. А. И. Воейков предлагал построить в Воронцовском парке питьевые галереи, куда бы подавалась вода от минеральных источников, расположенных ниже в расщелине между гор.
В Боржомском ущелье свыше 200 исторических памятников: крепости, церкви, монастыри. Особое место среди исторических памятников занимает дворец русских царей Романовых, построенный в конце XIX века.

## Галерея

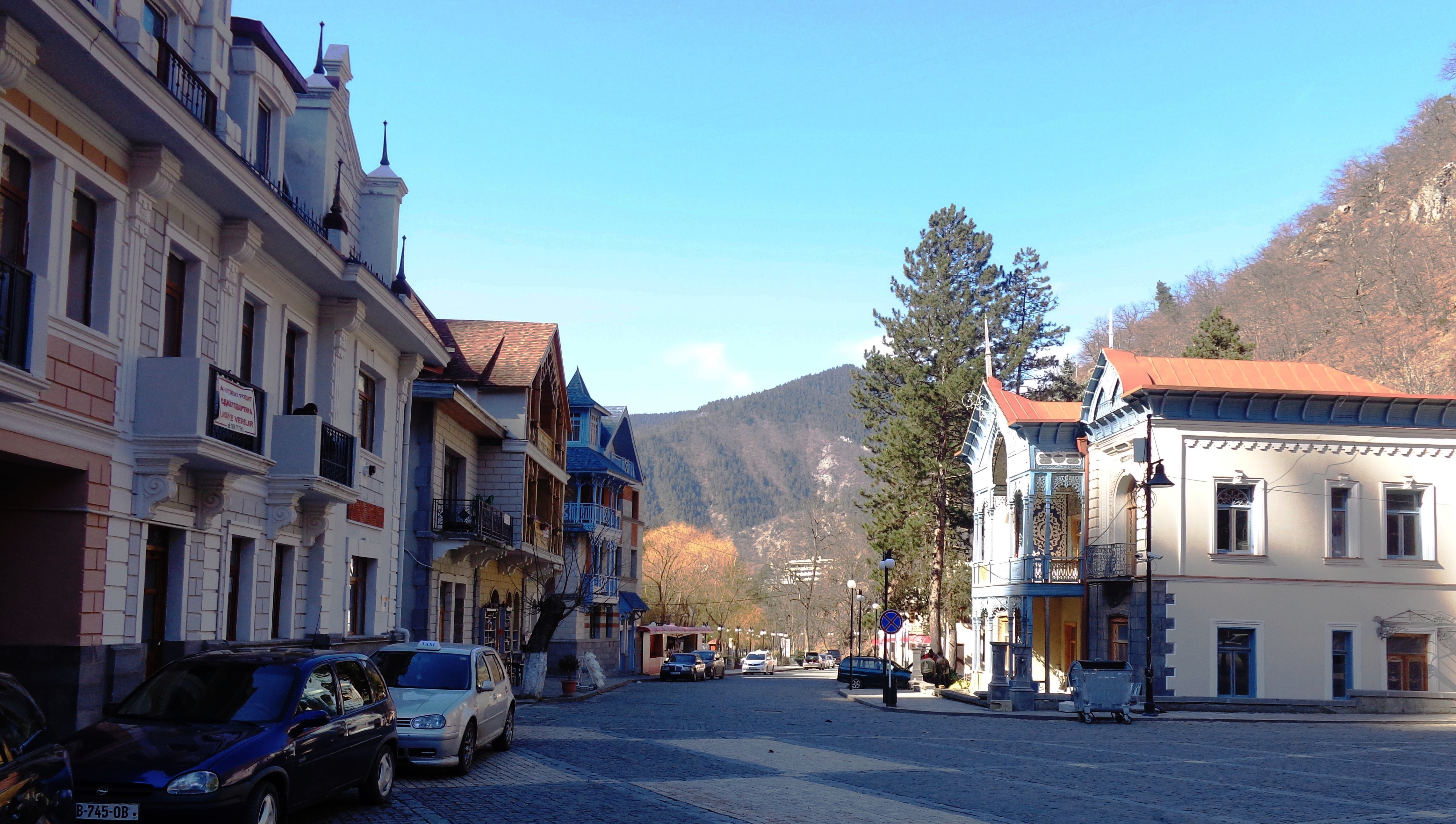
Улица в Боржоми
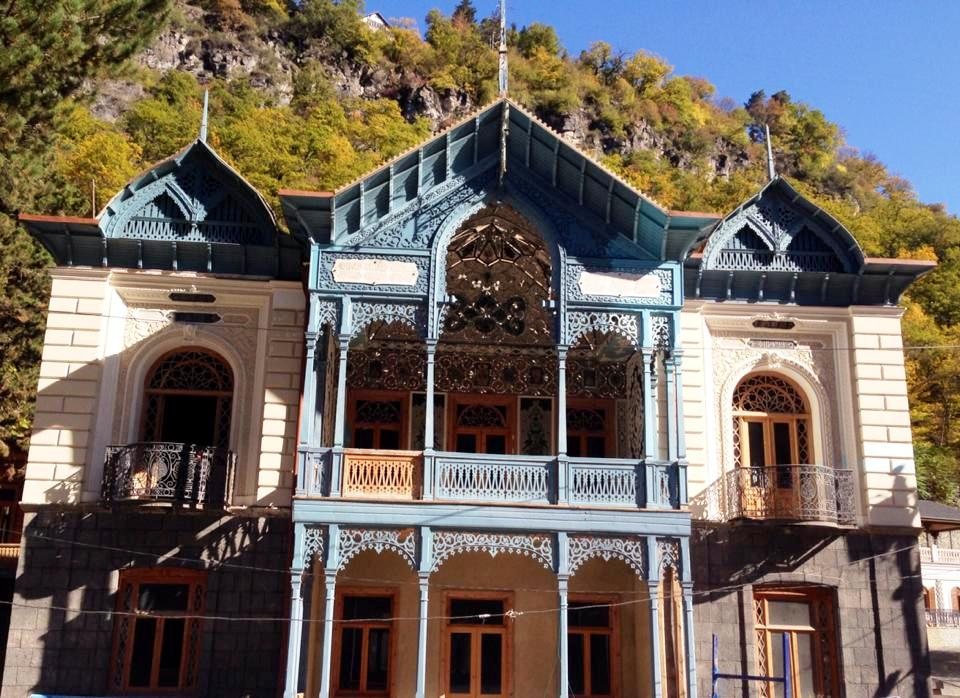
Дом Мирза-Риза-хана
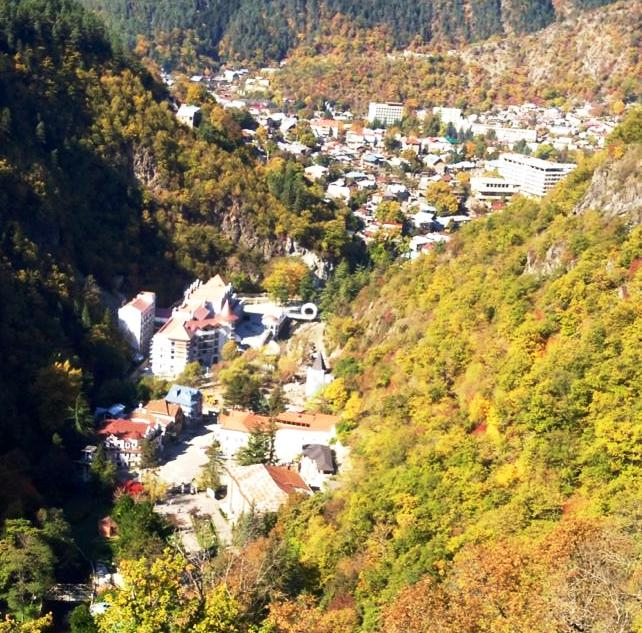
Вид на город
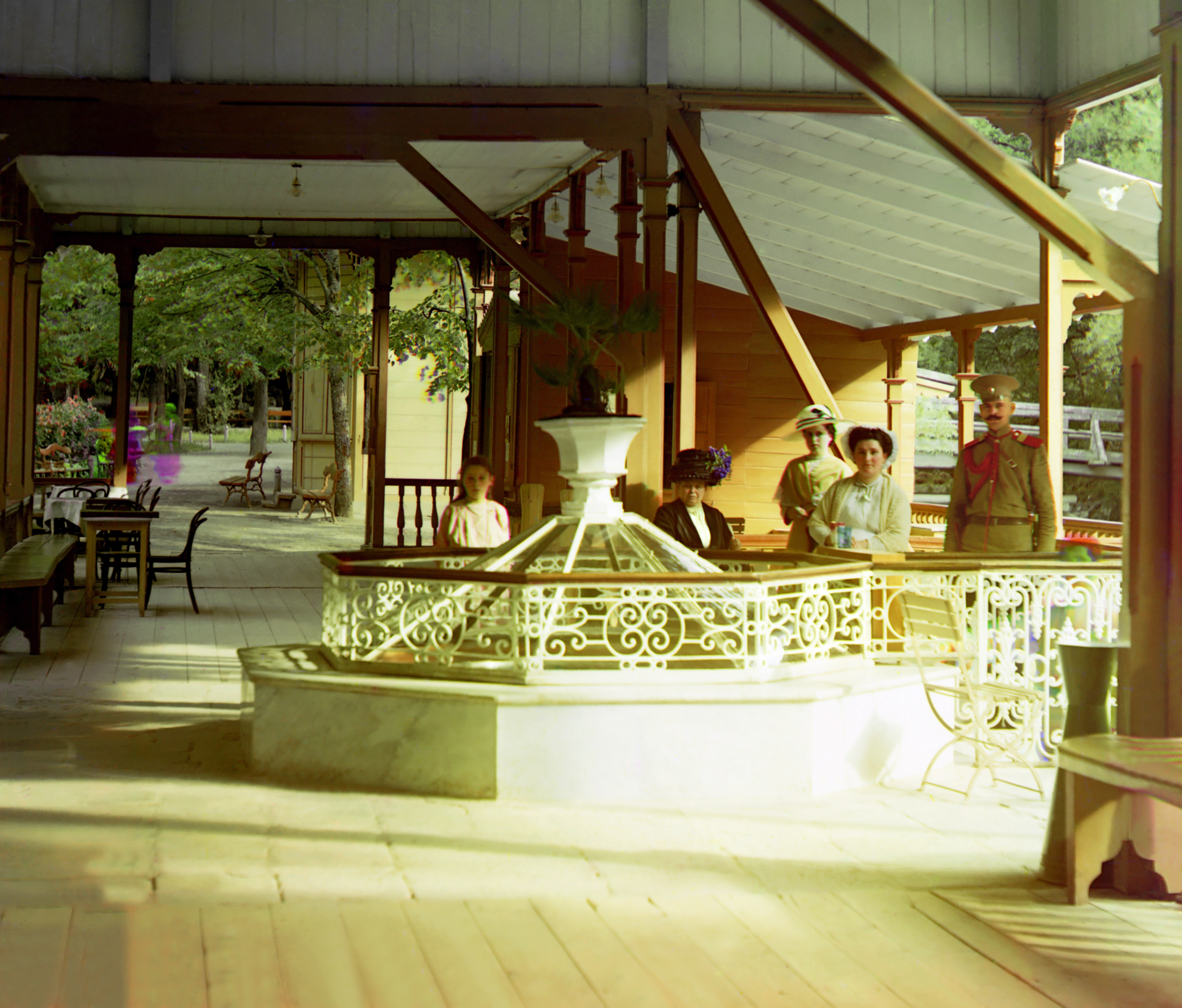
Боржоми, примерно 1915 год
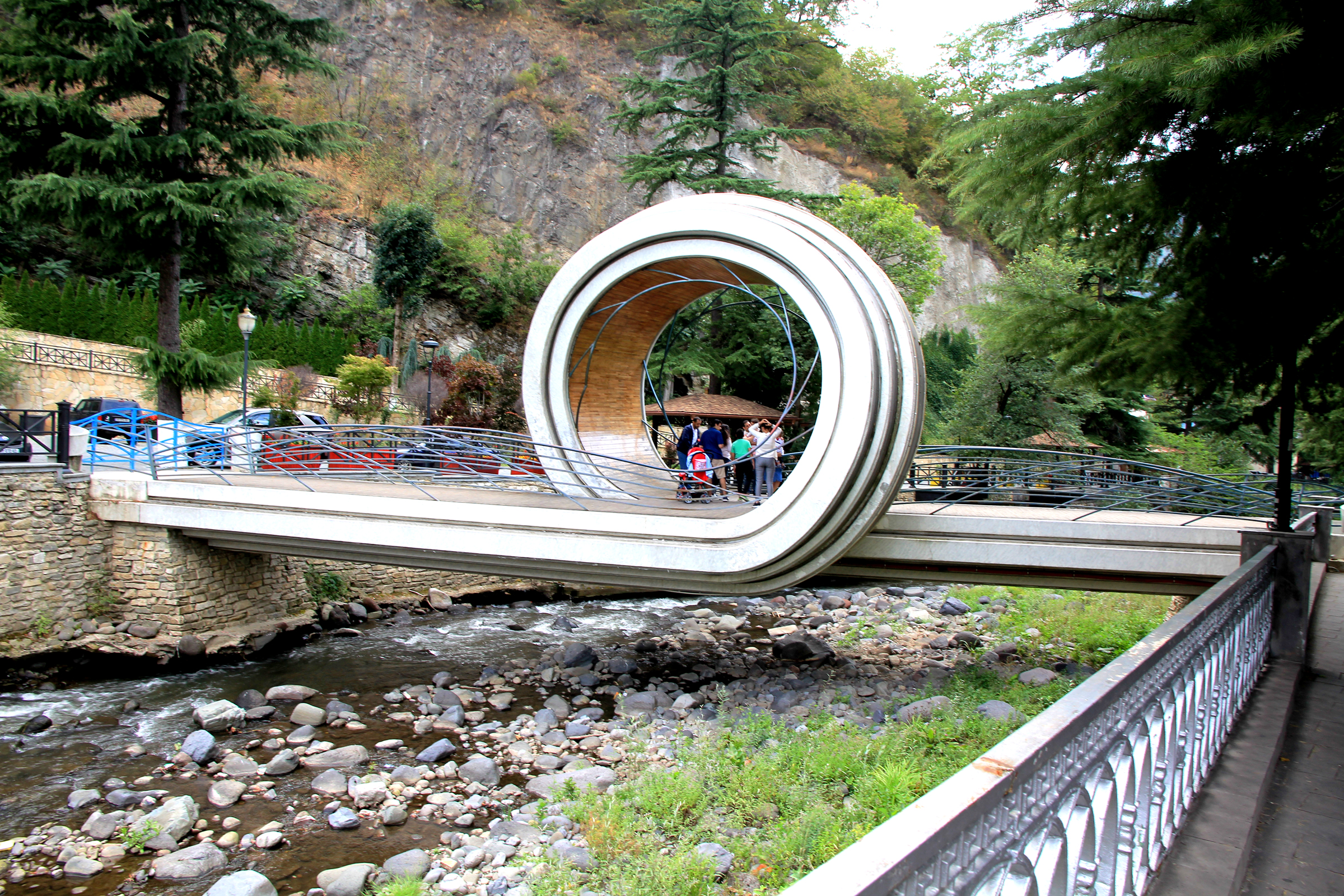
Пешеходный мост
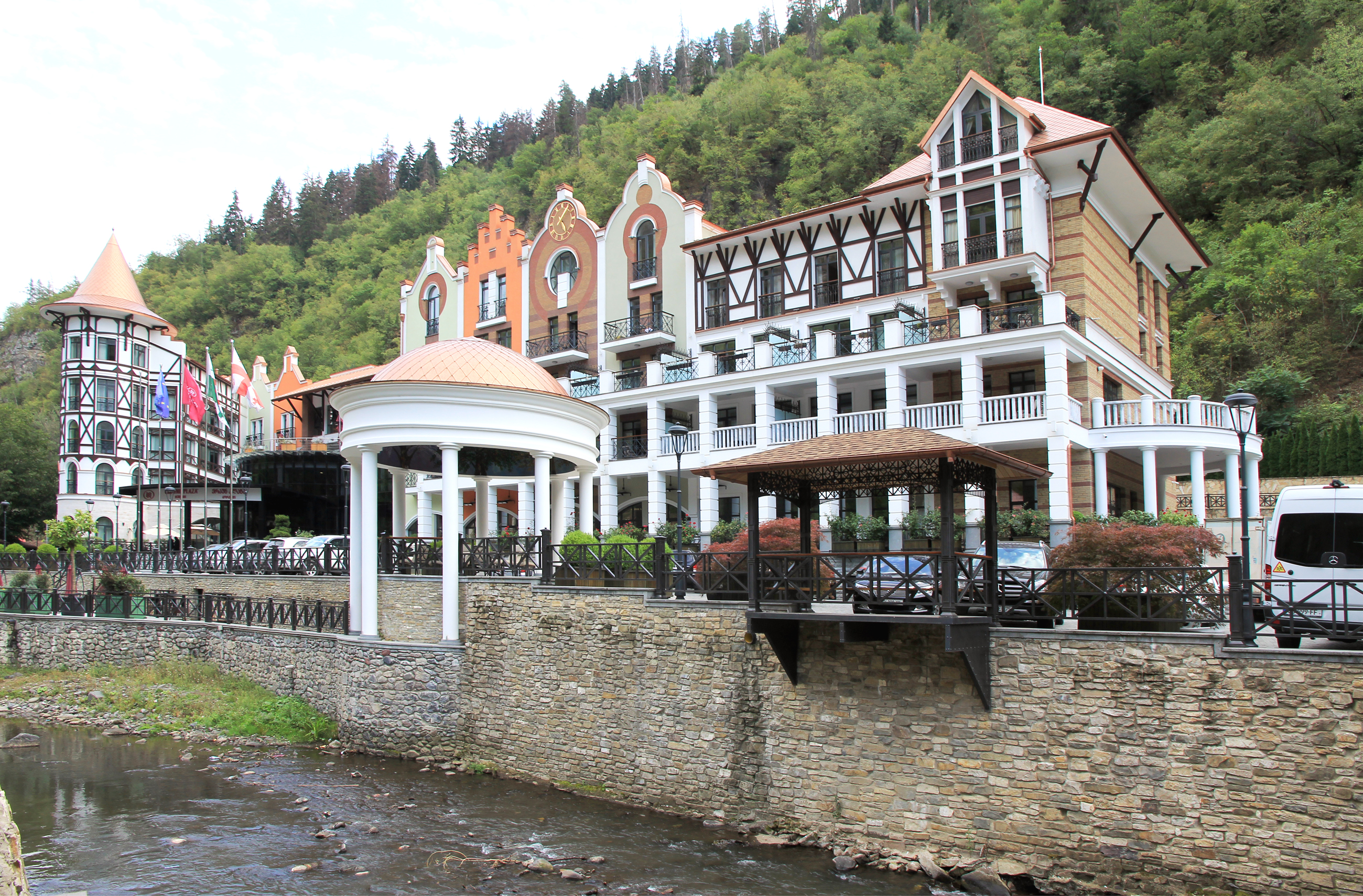
Отель в спа

## Планировка и застройка
Застройка Боржоми вытянулась вдоль реки Куры и её притоков, Гуджарулы и Борджомулы. Большая часть исторической застройки расположена на правом берегу Куры. Здесь же находится и Боржоми-парк с бюветами минеральной воды. Чархистскали и Квибиси — промышленные окраины Боржоми с двумя заводами минеральной воды, там же находятся развалины стекольного и мукомольного заводов. Районы жилой застройки (Вашлована, Ахалшени, Папа, Ликани, Чархистскали, Ардагани) расположены на периферии.

## Достопримечательности
- Архитектура центральной части города. Примечательны дом Мирза-Риза-хана, здание «старой поликлиники» в Малом парке, деревянный дом XIX века (улица Руставели, 117), бывшее здание почты, построенное в 1890-х годах здание электростанции в Боржоми-парке, частные деревянные дома XIX — начала XX веков на улицах Гамсахурдиа, Думбадзе, 9 Апреля[13].
- Дворец русских царей Романовых
- Канатная дорога
- Боржоми-Харагаульский национальный парк (открыт в 2001[2], включил земли основанного в 1935 году Боржомского заповедника с присоединением ряда прилегающих территорий[14])
- Узкоколейная железная дорога Боржоми — Бакуриани
- Боржомский краеведческий музей
- Развалины бывшего дома композиторов
- Уникальный пешеходный мост
- Фонтан